# Pierre Massy
Petrus Hubertus Massy, detto Pierre (Roermond, 3 febbraio 1900 – Roermond, 3 agosto 1958), è stato un calciatore olandese, centrocampista della nazionale olandese.

## Carriera
A livello di club, Massy ha giocato tutta la carriera nel Roermond, la squadra della città natale. Con la maglia della Nazionale olandese ha giocato in totale 12 partite, segnando 3 goal: due contro la Cecoslovacchia e uno contro il Belgio.
Ha esordito il 31 ottobre 1926 ad Amsterdam contro la Germania (2-3) e ha preso parte alle Olimpiadi del 1928 tenutesi ad Amsterdam, dove è sceso in campo contro l'Uruguay.

## Statistiche

### Cronologia presenze e reti in Nazionale
| Cronologia completa delle presenze e delle reti in nazionale ― Paesi Bassi | Cronologia completa delle presenze e delle reti in nazionale ― Paesi Bassi | Cronologia completa delle presenze e delle reti in nazionale ― Paesi Bassi | Cronologia completa delle presenze e delle reti in nazionale ― Paesi Bassi | Cronologia completa delle presenze e delle reti in nazionale ― Paesi Bassi | Cronologia completa delle presenze e delle reti in nazionale ― Paesi Bassi | Cronologia completa delle presenze e delle reti in nazionale ― Paesi Bassi | Cronologia completa delle presenze e delle reti in nazionale ― Paesi Bassi |
| Data                                                                       | Città                                                                      | In casa                                                                    | Risultato                                                                  | Ospiti                                                                     | Competizione                                                               | Reti                                                                       | Note                                                                       |
| -------------------------------------------------------------------------- | -------------------------------------------------------------------------- | -------------------------------------------------------------------------- | -------------------------------------------------------------------------- | -------------------------------------------------------------------------- | -------------------------------------------------------------------------- | -------------------------------------------------------------------------- | -------------------------------------------------------------------------- |
| 31-10-1926                                                                 | Amsterdam                                                                  | Paesi Bassi                                                                | 2 – 3                                                                      | Germania                                                                   | Amichevole                                                                 | -                                                                          |                                                                            |
| 13-3-1927                                                                  | Anversa                                                                    | Belgio                                                                     | 2 – 0                                                                      | Paesi Bassi                                                                | Amichevole                                                                 | -                                                                          |                                                                            |
| 18-4-1927                                                                  | Amsterdam                                                                  | Paesi Bassi                                                                | 8 – 1                                                                      | Cecoslovacchia                                                             | Amichevole                                                                 | 2                                                                          |                                                                            |
| 1-5-1927                                                                   | Amsterdam                                                                  | Paesi Bassi                                                                | 3 – 2                                                                      | Belgio                                                                     | Amichevole                                                                 | 1                                                                          |                                                                            |
| 12-6-1927                                                                  | Copenaghen                                                                 | Danimarca                                                                  | 1 – 1                                                                      | Paesi Bassi                                                                | Amichevole                                                                 | -                                                                          |                                                                            |
| 13-11-1927                                                                 | Amsterdam                                                                  | Paesi Bassi                                                                | 1 – 0                                                                      | Svezia                                                                     | Amichevole                                                                 | -                                                                          |                                                                            |
| 20-11-1927                                                                 | Colonia                                                                    | Germania                                                                   | 2 – 2                                                                      | Paesi Bassi                                                                | Amichevole                                                                 | -                                                                          |                                                                            |
| 11-3-1928                                                                  | Amsterdam                                                                  | Paesi Bassi                                                                | 1 – 1                                                                      | Belgio                                                                     | Amichevole                                                                 | -                                                                          |                                                                            |
| 1-4-1928                                                                   | Anversa                                                                    | Belgio                                                                     | 1 – 0                                                                      | Paesi Bassi                                                                | Amichevole                                                                 | -                                                                          |                                                                            |
| 22-4-1928                                                                  | Amsterdam                                                                  | Paesi Bassi                                                                | 2 – 0                                                                      | Danimarca                                                                  | Amichevole                                                                 | -                                                                          |                                                                            |
| 6-5-1928                                                                   | Basilea                                                                    | Svizzera                                                                   | 2 – 1                                                                      | Paesi Bassi                                                                | Amichevole                                                                 | -                                                                          |                                                                            |
| 30-5-1928                                                                  | Amsterdam                                                                  | Paesi Bassi                                                                | 0 – 2                                                                      | Uruguay                                                                    | Olimpiadi 1928                                                             | -                                                                          |                                                                            |
| Totale                                                                     |                                                                            | Presenze                                                                   | 12                                                                         |                                                                            | Reti                                                                       | 3                                                                          |                                                                            |